# Departamento San Rafael
El departamento San Rafael es un departamento del sur de la provincia de Mendoza, Argentina.
Fue fundada por la colectividad francesa, que le dio origen a la actual ciudad cabecera del departamento. Su capital es la ciudad del mismo nombre.

## Geografía

### Ubicación
Tiene 31 235 km²,  aproximadamente el 20 % del total de la provincia, siendo el tercer departamento más extenso de Argentina detrás del Departamento Malargüe en la misma provincia y del Departamento Deseado en la de  Santa Cruz. 
Limita al norte con el departamento San Carlos, el departamento Santa Rosa y el departamento La Paz; al oeste, con Chile; al sur, con el departamento Malargüe y la provincia de La Pampa, y al este, con el departamento General Alvear y la provincia de San Luis. Dos ríos recorren su superficie, el río Diamante y el río Atuel, cuyos cursos son unos de los más aprovechados por la provincia.

### Población
Según datos del INDEC para el año 2010, la población de San Rafael era de 188 018 habitantes.
Para el censo 2022 el departamento registró 215 020 habitantes; lo que representó un aumento en la cantidad de personas del 14,4% menor que el crecimiento poblacional provinciala situado en 17,5%. Estos datos le valieron al departamento tener la cuarta mayor población de la provincia.

### Geomorfología
El departamento de San Rafael está formado por un relieve heterogéneo, en el cual se destacan:
- Altas cumbres cordilleranas y las sierras menores que constituyen el relieve positivo.
- Depresiones y llanuras de la Travesía del Este. El relieve positivo referido al oeste (límite con Chile) corresponde a la cordillera de los Andes, destacándose los siguientes cerros:
  - Sosneado 5169 m s. n. m.
  - Guanaquero 4841 m s. n. m.
  - Overo 4619 m s. n. m.
  - Blanco 4511 m s. n. m.
  - Malo 4069 m s. n. m.

Desde esta zona del río Atuel hacia el sur del continente americano, el cerro Sosneado es el más alto.
El segundo relieve positivo de importancia está conformado por el bloque exhumado San Rafael o Sierra Pintada, que se extiende desde el norte, noroeste al sur, sudoeste, conformando una cadena de sierras menores desde el río Seco de Las Peñas en dirección al Nevado. Este relieve abarca la porción media del departamento conteniendo un potencial en riquezas hidroeléctricas, mineras y diversos atractivos. Bordeando la cordillera de los Andes se destaca una faja angosta, el Piedemonte, que inmediatamente se confunde con el relieve de depresión, llamado depresión de los Huarpes, el cual se desarrolla de norte a sur. Al norte del río Diamante se forma un relieve de particular atractivo en el cual la vegetación de transición pasa del monte xerófilo a la estepa de pastizales de altura.
Al sur del Diamante, la depresión de los Huarpes ofrece extensas llanuras de Junquillares con flora arbustiva. Al oeste de San Rafael hacia el reborde de la sierra Pintada se descubre una franja de monte espinal que ofrece la cuenca Desaguadero-Salado; esta unidad constituye la zona de la Travesía.

### Sismicidad
La sismicidad del área de Cuyo (centro oeste de Argentina) es frecuente y de intensidad baja, y un silencio sísmico de terremotos medios a graves cada 20 años.
Sismo de 1861aunque dicha actividad geológica catastrófica, ocurre desde épocas prehistóricas, el terremoto del 20 de marzo de 1861 (164 años) señaló un hito importante dentro de la historia de eventos sísmicos argentinos ya que fue el más fuerte registrado y documentado en el país. A partir del mismo la política de los sucesivos gobiernos mendocinos y municipales han ido extremando cuidados y restringiendo los códigos de construcción. Y con el terremoto de San Juan de 1944 del 15 de enero de 1944 (81 años) los gobiernos tomaron estado de la enorme gravedad sísmica de la región.
Sismo del sur de Mendoza de 1929muy grave, y al no haber desarrollado ninguna medida preventiva, mató a 30 habitantes
Sismo de 1985fue otro episodio grave, de 9 s de duración, derrumbando el viejo Hospital del Carmen de Godoy Cruz.

### Diques
Toda la riqueza económica alcanzada por Mendoza se debe principalmente al aprovechamiento de las aguas de los ríos que surcan su territorio. El río Diamante ―con su represa Los Reyunos― provee de agua a la ciudad de San Rafael, mientras que el río Atuel distribuye su caudal entre las fincas y campos de cultivo linderos. Este último río es apropiado para la práctica del ráfting, siendo utilizado por novatos y profesionales, ya que es un río relativamente tranquilo (clase I y II).
Los ríos mendocinos provienen de la fusión de la nieve acumulada en las altas cumbres de la Cordillera de los Andes, y tienen las características de los ríos de montaña:
- gran fuerza y agresividad en su corriente.
- escasa profundidad.
- saltos periódicos.
- lechos cubiertos de piedras y rocas arrastradas por las mismas aguas.
- ríos, lagunas, y aguas subterráneas constituyen la hidrografía provincial.

Los ríos son:
- Río Diamante (con los diques Agua del Toro, Los Reyunos, El Tigre y el compensador Galileo Vitale).
- Río Atuel (con los diques El Nihuil y Valle Grande).

Estos ríos son de régimen níveo, glacial y de características torrenciales.

## Religión
| Religión en San Rafael (2022) | Religión en San Rafael (2022) | Religión en San Rafael (2022) | Religión en San Rafael (2022) | Religión en San Rafael (2022) |
| ----------------------------- | ----------------------------- | ----------------------------- | ----------------------------- | ----------------------------- |
|                               |                               |                               | %                             |                               |
| Católicos                     | Católicos                     |                               | 77.2 %                        | 77.2 %                        |
| Protestantes                  | Protestantes                  |                               | 11.9 %                        | 11.9 %                        |
| Sin religión                  | Sin religión                  |                               | 11.1 %                        | 11.1 %                        |
| Otros                         | Otros                         |                               | 0.8 %                         | 0.8 %                         |

Los últimos estudios indican que el 77% de los sanrafaelinos son católicos, lo que ubica a San Rafael como uno de los departamentos con más fieles de la provincia de Mendoza.
El patrono del departamento es San Rafael Arcángel.

## Economía
Cuenta con una gran cantidad de comercios dedicados al turismo, y otros rubros. En estos últimos tiempos ha mostrado un gran aumento de turistas, casi en su mayoría de Buenos Aires. Muy importante por su aporte al vino argentino, tiene numerosas bodegas, siendo éstas la principal actividad de la zona. 
El departamento cuenta con más de 1500 huertas familiares, programa implementado desde la municipalidad con permanente asesoramiento y seguimiento técnico, con entrega de módulos de granja menor.

## Arqueología
Trabajos pioneros sobre la arqueología de San Rafael fueron realizados por Humberto A. Lagiglia, fundador y director por más de 50 años del museo departamental. Lagiglia realizó una conspicua tarea de investigación sobre la prehistoria de San Rafael, que han proseguido sus discípulos y continuadores.

## Galería de imágenes

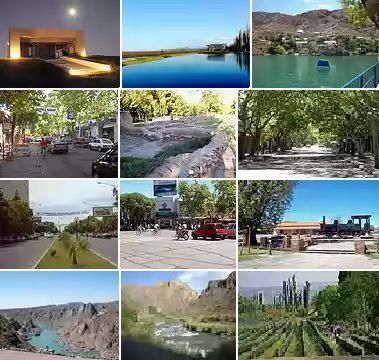
Atracciones turísticas

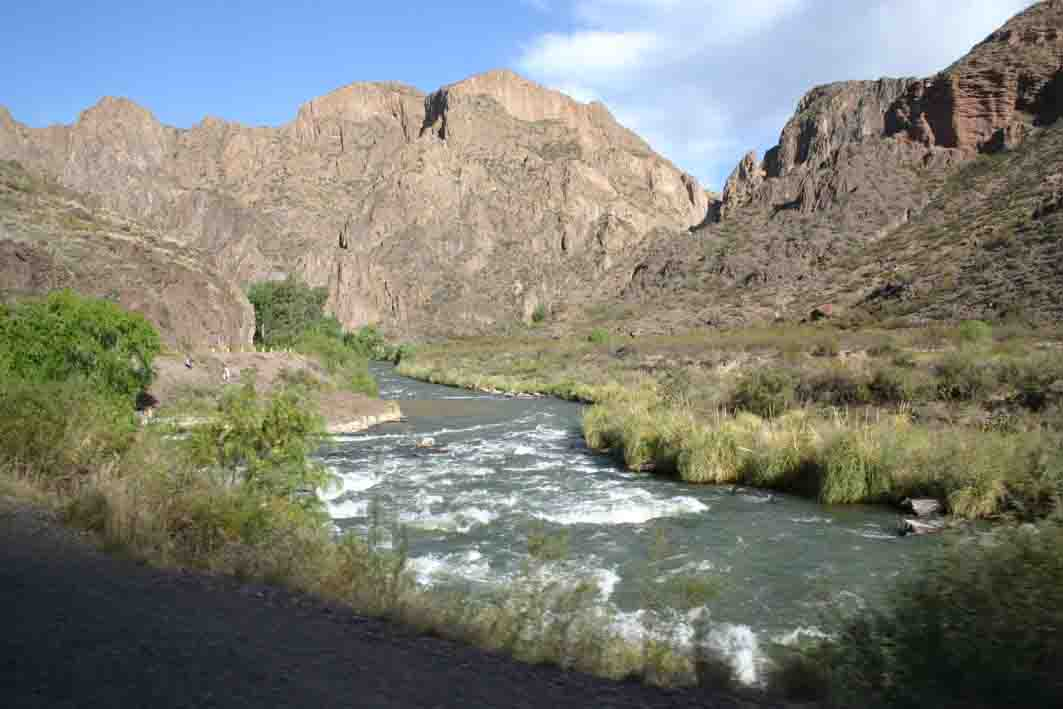
Río Atuel
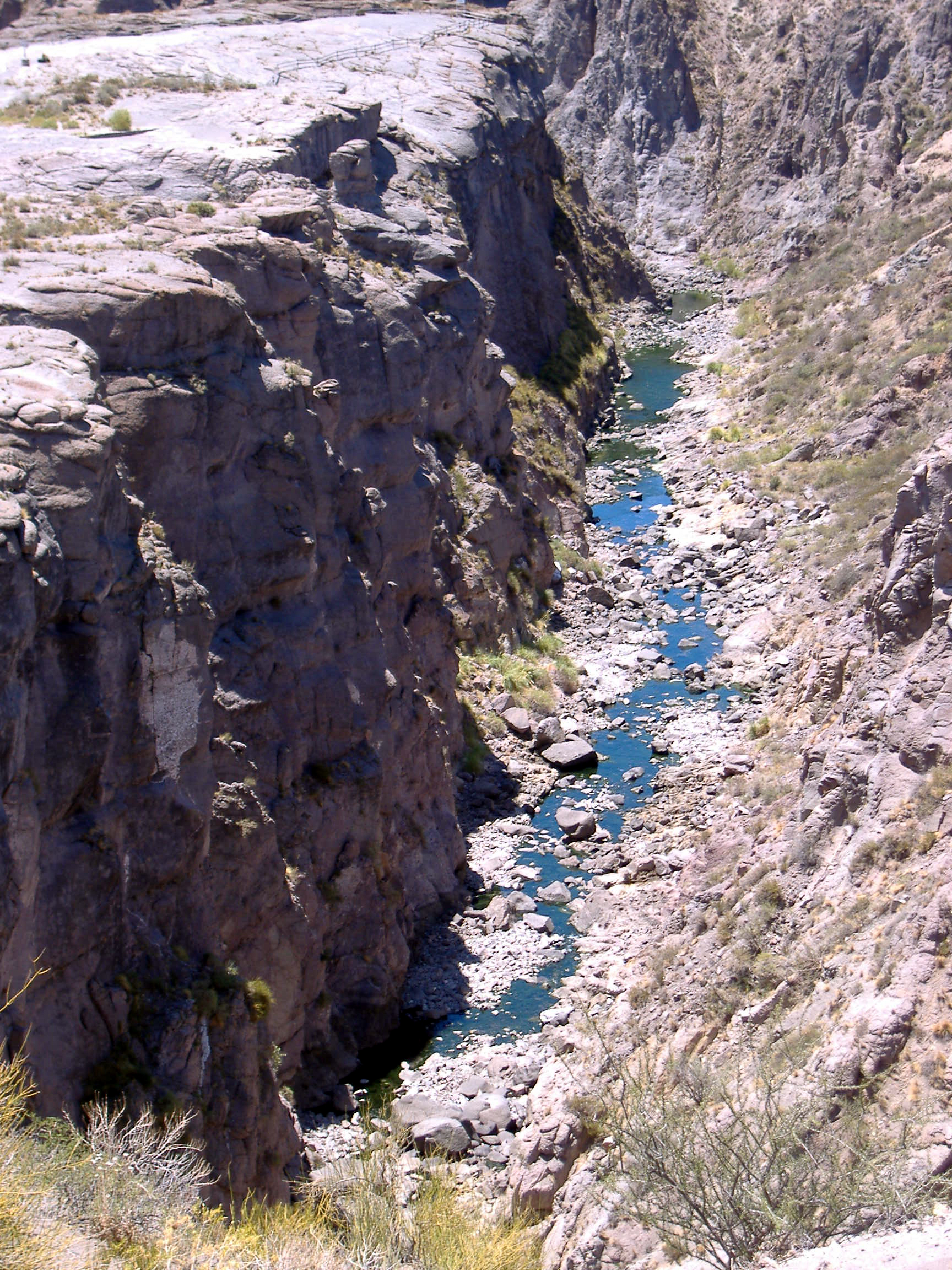
Tramo final del cañón del río Atuel
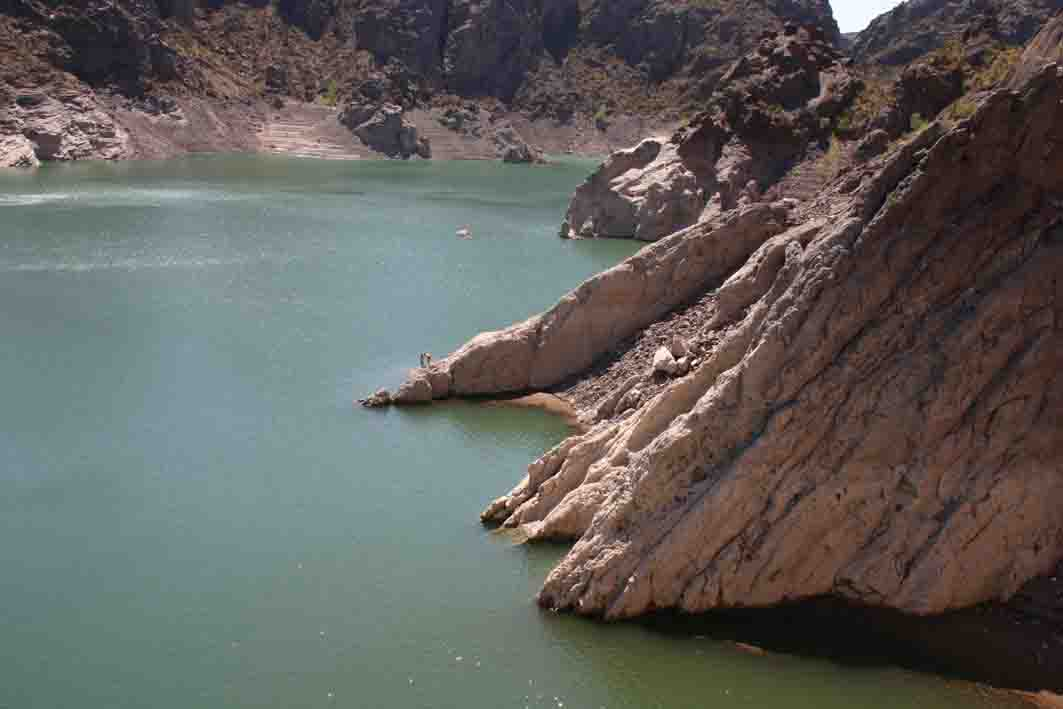
Embalse Valle Grande, que represa el río Atuel
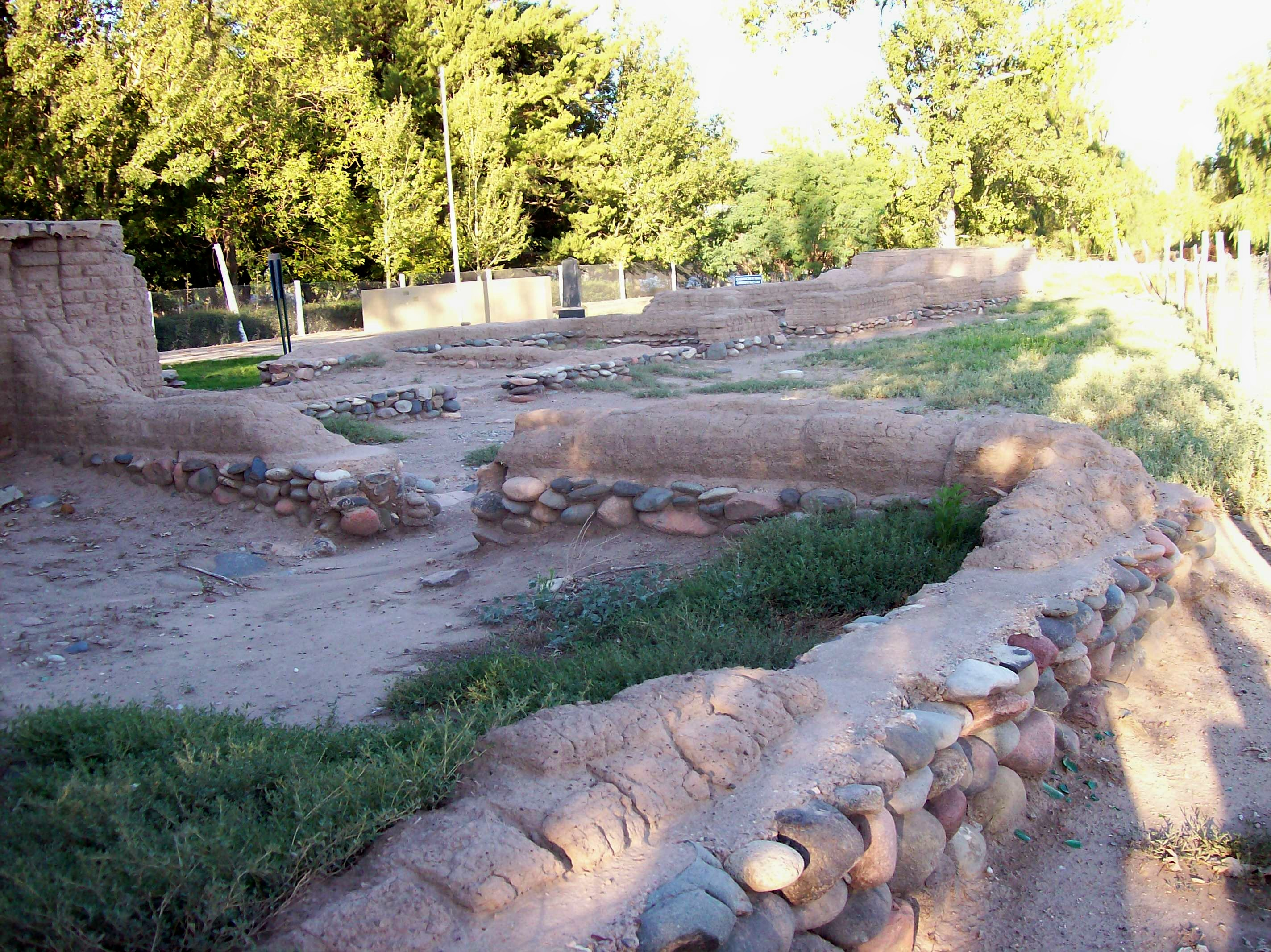
Vestigios del antiguo Fuerte Español, en Villa Veinticinco de Mayo